# Fuoco
«Fuoco» (укр. «Вогонь») — пісня та сингл італійського співака і кіноактора Адріано Челентано з альбому «Il re degli ignoranti», випущеного 13 липня 1991 року.

## Історія
«Fuoco» була восьмим треком альбому Адріано Челентано «Il re degli ignoranti». Авторами пісні були Мауро Спіна і Давіде Романі, вона виконана у жанрах поп та електронної музики. Пісня є маловідомою у творчості Челентано, хоча до неї був знятий відеокліп, проте співак жодного разу не виконував її наживо й не включав її у свої збірки. Також не існує фактів щодо її потрапляння у чарти.

## Складова
У пісні використано безліч звукових ефектів, зокрема на її початку чути ефект перемикання телевізора з каналу на канал. Під час її запису Челентано залучив своїх дітей для бек-вокалу — сина Джакомо, дочок Розіту та Розалінду. Пісня торкається соціальних проблем й оповідає про людське невігластво, зокрема у таких словах:
Вогонь,
Коли ти погас,
Кохання у всьому світі
Згасла разом із тобою.
І тоді твій трон
Зайняли брехливі мови,
І перемогло невігластво,
Покоління, що виросло.

## Відеокліп
До пісні був знятий відеокліп, на початку якого показана автотраса. Далі показано Челентано який виконує пісню в студії звукозапису й троє дівчат, що йому підтацьовують, серед яких — його стараша дочка Розіта. Кадр відеокліпу, з Челентано в темних окулярах, послужив обкладинкою синглу «Il re degli ignoranti».

## Телебачення
Ввечері 5 листопада 1991 року у двогодинному спецвипуску телепередачі «Notte Rock» («Нічний рок») на каналі Rai 1, Челентано показав відеокліп до «Fuoco». Співак виступив на передачі, щоб прорекламувати альбом «Il re degli ignoranti», окрім «Fuoco», він виконав ще такі пісні альбому: «Letto Di Foglie», «Il re degli ignoranti», «L'Uomo Di Bagdad, Il Cow Boy E Lo Zar» і «La Terza Guerra Mondiale» (всього він виконав 11 пісень). Крім виконання пісень, на передачі Челентано презентував свою другу автобіографічну однойменну книгу «Король невігласів» (обкладинки альбому та книги мали однакове оформлення), відповідав на питання журналіста Енцо Б'яджі і міланських студентів щодо своїх поглядів та творчості й показав ще один відеокліп до композицій «Il re degli ignoranti».

## Сингл
Пісня вийшла як перший сингл альбому «Il re degli ignoranti» у 1991 році у форматах CD та 7- і 12-дюймових LP. Сингл випускався в Європі, Італії і Німеччині, під лейблами «Clan Celentano» і «CGD».

### Трек-лист
| Європейський 7" LP сингл 1. «Fuoco» (Single Edit) — 3:54 2. «Cammino» — 6:05 Італійський 12" LP сингл 1. «Fuoco» (Radio Edit) — 4:20 2. «L'Uomo Di Bagdad, Il Cow Boy E Lo Zar» (Remix Edit) — 3:00 Європейський CD сингл 1. «Fuoco» (LP Version) — 5:37 2. «Cammino» — 6:05 3. «Fuoco» (Single Edit) — 3:54 | Німецький 12" LP сингл 1. «Fuoco» (LP Version) — 5:37 2. «Cammino» — 6:05 3. «Fuoco» (Single Edit) — 3:54 Німецький 7" LP сингл 1. «Fuoco» (LP Version) — 5:37 2. «Cammino» — 6:05 3. «Fuoco» (Single Edit) — 3:54 |

### Видання
| Назва                                             | Лейбл          | Маркування   | Країна    | Рік  |
| ------------------------------------------------- | -------------- | ------------ | --------- | ---- |
| Fuoco/Cammino (7")                                | CGD            | 9031-75249-7 | Європа    | 1991 |
| Fuoco/L'Uomo Di Bagdad, Il Cow Boy E Lo Zar (12") | Clan Celentano | 0140 15433-0 | Італія    | 1991 |
| Fuoco/Cammino (12")                               | CGD            | 9031-75250-0 | Німеччина | 1991 |
| Fuoco/Cammino (7")                                | CGD            | 9031-75250-0 | Німеччина | 1991 |
| Fuoco/Cammino (CD)                                | Clan Celentano | 9031-75250-2 | Європа    | 1991 |

## Учасники запису
- Вокал — Адріано Челентано
- Аранжування — Адріано Челентано, Давід Романі, Енріко Ла Фальче, Лука Черсосімо
- Продюсер — Адріано Челентано
- Бек-вокал — Ангела Парізі, Бессі Борі, Вівіана Корр'єрі